# Саудівсько-хорватські відносини
Сау́дівсько-хорва́тські відно́сини — двосторонні міжнародні відносини між Саудівською Аравією та Хорватією. Дипломатичні відносини було встановлено 18 червня 1995. Саудівська Аравія не представлена в Хорватії, але громадянам, що потребують допомоги рекомендується звертатись до посольства Саудівської Аравії в Сараєво (Боснія і Герцеговина). Хорватія представлена в Саудівській Аравії через своє посольство в Каїрі (Єгипет).
У серпні 2014 принц Аль-Валід ібн Талал Аль Сауд відвідав Хорватію, де зустрівся з президентом Іво Йосиповичем та міністром економіки Іваном Врдоляком. Принц виразив своє бажання інвестувати в туризм Хорватії.
У своєму зверненні до преси він сказав: «За останні 6 років Хорватія пройшла через деякі труднощі [економічну кризу]. Аніж наголошувати на негативі, я надаю перевагу підкреслити позитивні сторони: у вас є стабільність, хороший президент, демократія, свобода преси, свобода слова та дуже хороша система оподаткування. Я бачу що ви досі не приваблюєте достатньо закордонних інвесторів, але я також бачу що ви важко працюєте над цим. Ваша система оподаткування повинна стати більш привабливою в порівнянні з іншими країнами, вам треба зменшити бюрократію та бути більш агресивними в привабленні інвестування. Я завжди шукаю можливості, в будь-яких країнах, і в Хорватії я бачу що надзвичайно важливим є сектор туризму. Прибутки від туризму Хорватії склали близько 6 млрд євро, у вас було 10 млн гостей. У цьому є потенціал, який я шукаю.»
Хорватія експортує до Саудівської Аравії військове устаткування. 2013 року вона експортувала зброї на близько 15 млн євро (1,1 млрд кун).